# Kew (Nouvelle-Galles du Sud)
Pour les articles homonymes, voir Kew (homonymie).
Kew est une petite ville de la région Mid North Coast en Nouvelle-Galles du Sud en Australie.
Sa population était de 1 089 habitants en 2016.

## Personnalité liée à Kew
- Nancy Bird Walton (1915-2009), pionnière australienne de l'aviation.